# Уральский, Владимир Михайлович
Влади́мир Миха́йлович Ура́льский (настоящая фамилия — Попо́в; 28 августа 1887, Оренбург — 13 мая 1955, Москва) — советский актёр театра и кино.

## Биография
Владимир Михайлович Уральский родился 28 августа 1887 года в Оренбурге.
В 1895—1909 годах был рабочим пекарни в Оренбурге. С 1909 по 1914 год — актёр театра Русской драмы при Нардоме и Городского театра в Оренбурге. С 1914 года — учился в театральной студии МХТ, но был выслан в Гельсингфорс как «неблагонадёжный». В 1914—1915 годах — актёр Русского Александровского правительственного театра в Гельсингфорсе. В 1915—1922 годах — актёр театров: русской драмы в городах Лудны, Екатеринбурге, Симбирске, Кузнецке, Одессе, Омске. В 1922—1923 — актёр и режиссёр труппы политотдела Второй кавалерийской дивизии Первой Конной армии в Оренбурге. С 1923 года — актёр киностудии «Межрабпом-Русь» и театра ВЦСПС в Москве. 1924 — первая роль в кино (рабочий — в фильме Сергея Эйзенштейна «Стачка»).
За свою жизнь Владимир Михайлович сыграл около 130 ролей в кино.
С 1936 года — актёр киностудии «Союздетфильм».
Участвовал в озвучивании мультфильмов. Был актёром Театра-студии киноактёра в Москве.
Сын — актёр Виктор Уральский.
Скончался 13 мая 1955 года в Москве. Похоронен на Донском кладбище (участок № 1).

## Фильмография
| Год  |     | Название                                     | Роль                             |
| ---- | --- | -------------------------------------------- | -------------------------------- |
| 1924 | ф   | Аэлита                                       | солдат                           |
| 1924 | ф   | Из искры пламя                               | красногвардеец                   |
| 1924 | ф   | Лесной зверь                                 | бандит                           |
| 1924 | ф   | Стачка                                       | рабочий                          |
| 1924 | ф   | Четыре и пять                                | Вася                             |
| 1925 | ф   | Бабий Лог                                    | Мишка                            |
| 1925 | ф   | Броненосец «Потёмкин»                        | матрос                           |
| 1925 | ф   | Глушь поволжская                             | секретарь волисполкома Глотов    |
| 1925 | ф   | Дымовка                                      | крестьянин                       |
| 1925 | ф   | Закройщик из Торжка                          | профработник                     |
| 1925 | кор | Изобретатель (в к/ж Маховик № 3)             | рабочий                          |
| 1925 | ф   | Кирпичики                                    | бандит                           |
| 1925 | ф   | Коллежский регистратор                       | кучер                            |
| 1925 | ф   | Перевал                                      | Имя персонажа не указано         |
| 1925 | ф   | Соль                                         | петлюровец                       |
| 1926 | ф   | Блуждающие звёзды                            | швейцар публичного дома          |
| 1926 | ф   | В когтях советской власти                    | извозчик                         |
| 1926 | ф   | Вася-реформатор (среднеметражный)            | повар                            |
| 1926 | ф   | Ветер                                        | матрос                           |
| 1926 | ф   | Леон Кутюрье                                 | секретарь подпольной организации |
| 1926 | ф   | Мать                                         | студент                          |
| 1926 | ф   | Машинист Ухтомский                           | рабочий                          |
| 1926 | ф   | Мисс Менд                                    | полисмен                         |
| 1926 | ф   | Не всё коту масленица                        | солдат                           |
| 1926 | ф   | Подозрительный багаж                         | ковбой                           |
| 1926 | ф   | Расплата                                     | спекулянт                        |
| 1926 | ф   | Случай на мельнице                           | Пётр Ковров                      |
| 1926 | ф   | Эх, яблочко…                                 | милиционер                       |
| 1927 | ф   | Два дня                                      | красноармеец                     |
| 1927 | ф   | Звенигора                                    | крестьянин                       |
| 1927 | ф   | Каприз Екатерины II                          | турбаевский ходок                |
| 1927 | ф   | Сорочинская ярмарка                          | цыган                            |
| 1927 | ф   | Яд                                           | корреспондент                    |
| 1928 | ф   | Альбидум                                     | Леонов                           |
| 1928 | ф   | Без ключа (среднеметражный)                  | Миша                             |
| 1928 | ф   | Беспризорные                                 | заведующий коммуной              |
| 1928 | ф   | Буря                                         | сапожник                         |
| 1928 | ф   | Дом на Трубной                               | завклубом                        |
| 1928 | ф   | Ледяной дом                                  | адъютант                         |
| 1928 | кор | Мост через Выпь                              | Курилов                          |
| 1928 | ф   | Провокатор (Его карьера; В паутине)          | Имя персонажа не указано         |
| 1928 | ф   | Соперницы                                    | Абрам                            |
| 1928 | ф   | Счастливый червонец                          | «гайка»                          |
| 1928 | ф   | Человек родился                              | корзинщик                        |
| 1929 | ф   | Бегствующий остров                           | прораб                           |
| 1929 | ф   | Бог войны                                    | красногвардеец                   |
| 1929 | ф   | Два-бульди-два (среднеметражный)             | шталмейстер                      |
| 1929 | ф   | Живой труп (СССР/Германия)                   | Петушков                         |
| 1929 | ф   | Когда зацветут поля                          | член ревкома                     |
| 1929 | ф   | Преступление Ивана Караваева                 | бюрократ                         |
| 1929 | ф   | Рельсы гудят                                 | мастер цеха Захар                |
| 1929 | ф   | Тёмное царство                               | пьяница                          |
| 1930 | ф   | Огненный рейс                                | Максим                           |
| 1930 | ф   | Праздник святого Иоргена                     | проводник                        |
| 1930 | ф   | Простой случай                               | раненый солдат                   |
| 1930 | ф   | Трансбалт                                    | Савчук                           |
| 1930 | ф   | Труп де-юре                                  | сторож кладбища                  |
| 1930 | ф   | Хлеб (среднеметражный)                       | Захар                            |
| 1930 | ф   | Хранитель музея                              | партизан                         |
| 1931 | ф   | Высота 88,5                                  | Павлов                           |
| 1931 | ф   | Лицо врага                                   | Сидор Канат                      |
| 1931 | ф   | Путёвка в жизнь                              | заведующий распределителем       |
| 1931 | ф   | Томми                                        | партизан                         |
| 1932 | ф   | Горизонт                                     | партизан                         |
| 1932 | ф   | Мёртвый дом                                  | фельдшер                         |
| 1932 | ф   | Простой случай                               | раненый солдат                   |
| 1933 | ф   | Дезертир                                     | секретарь ячейки                 |
| 1933 | ф   | Изменник Родины                              | солдат                           |
| 1933 | ф   | Окраина                                      | Смельчаков, извозчик             |
| 1933 | ф   | Рваные башмаки                               | шпик                             |
| 1934 | ф   | Весенние дни                                 | директор                         |
| 1934 | ф   | Восстание рыбаков                            | солдат                           |
| 1934 | ф   | Пастух и царь                                | студент                          |
| 1934 | ф   | Четыре визита Самуэля Вульфа                 | Гостев                           |
| 1935 | ф   | Аэроград                                     | Ефим Коса, партизан              |
| 1936 | ф   | Борцы                                        | Пьер                             |
| 1936 | ф   | Гобсек                                       | разорившийся чиновник            |
| 1936 | ф   | Заключённые                                  | завхоз                           |
| 1937 | ф   | Балтийцы                                     | Харитоныч, машинист              |
| 1937 | ф   | На Дальнем Востоке                           | Луза                             |
| 1937 | ф   | Пугачёв                                      | Хлопуша                          |
| 1938 | ф   | Кармелюк                                     | исправник                        |
| 1938 | ф   | Морской пост                                 | Филипп Филиппович Буров          |
| 1939 | ф   | Истребители                                  | отец Кожухарова                  |
| 1939 | ф   | Кубанцы                                      | командир корпуса                 |
| 1939 | ф   | Ленин в 1918 году                            | командир                         |
| 1939 | ф   | Минин и Пожарский                            | дьяк                             |
| 1939 | ф   | Молодые капитаны                             | командир                         |
| 1939 | ф   | Поднятая целина                              | Антип Грач                       |
| 1940 | ф   | Член правительства                           | хулиган                          |
| 1941 | ф   | Дочь моряка                                  | Худяков                          |
| 1941 | ф   | Парень из тайги                              | Фрол                             |
| 1941 | ф   | Свинарка и пастух                            | шофёр                            |
| 1941 | кор | Патриотка (в Боевом к/сб. № 4)               | старик                           |
| 1941 | кор | Пир в Жирмунке (в Боевом к/сб № 6)           | Пётр                             |
| 1942 | кор | Бесценная голова (в Боевой киносборник № 10) | крестьянин                       |
| 1942 | ф   | Котовский                                    | лакей                            |
| 1942 | ф   | Секретарь райкома                            | Некрасов и Клетнюк               |
| 1943 | ф   | Актриса                                      | боец                             |
| 1943 | ф   | Кутузов                                      | генерал                          |
| 1943 | ф   | Она защищает Родину                          | немец                            |
| 1943 | ф   | Фронт                                        | генерал                          |
| 1944 | ф   | Родные поля                                  | Мирон                            |
| 1944 | ф   | Юбилей (среднеметражный)                     | член банка                       |
| 1945 | ф   | Без вины виноватые                           | купец                            |
| 1945 | ф   | Иван Грозный. 1-я серия                      | митрополит                       |
| 1946 | ф   | Беспокойное хозяйство                        | Гвоздарев                        |
| 1946 | ф   | Большая жизнь. 2 серия                       | Кириченко                        |
| 1946 | ф   | Глинка                                       | партизан Влас                    |
| 1946 | ф   | Клятва                                       | кучер                            |
| 1946 | ф   | Крейсер «Варяг»                              | боцман                           |
| 1947 | ф   | Мальчик с окраины                            | Имя персонажа не указано         |
| 1947 | ф   | Поезд идёт на восток                         | рабочий                          |
| 1947 | ф   | Сказание о земле Сибирской                   | Носов                            |
| 1947 | ф   | Рядовой Александр Матросов                   | солдат                           |
| 1948 | ф   | Красный галстук                              | Лапшин                           |
| 1948 | ф   | Молодая гвардия                              | Громов                           |
| 1948 | ф   | Первоклассница                               | милиционер                       |
| 1949 | ф   | Кубанские казаки                             | председатель колхоза             |
| 1949 | ф   | Сталинградская битва                         | рабочий Потапов                  |
| 1950 | ф   | Жуковский                                    | служитель                        |
| 1950 | ф   | Кавалер Золотой Звезды                       | полевод                          |
| 1951 | ф   | Незабываемый 1919 год                        | подпольщик                       |
| 1951 | ф   | Спортивная честь                             | колхозник                        |
| 1952 | ф   | Ревизор                                      | купец                            |
| 1953 | тсп | Нахлебник                                    | Егор                             |
| 1953 | ф   | Степные зори                                 | дед Герасим                      |
| 1954 | ф   | Золотые яблоки                               | маршал авиации                   |
| 1954 | ф   | Ревизоры поневоле                            | Герасим                          |
| 1955 | ф   | Зелёные огни                                 | Луценко                          |

## Интересные факты
Существует интересный документ 1908 года, подтверждающий взятый Поповым псевдоним:
Дана сия бумага Владимиру Михайловичу Попову в том, что он, помимо своей настоящей фамилии, имеет ещё и уличную — Уральский, поскольку пошёл в артисты